# IC 3084
IC 3084 ist eine elliptische Galaxie vom Hubble-Typ E? im Sternbild Coma Berenices am Nordsternhimmel. Sie ist schätzungsweise 302 Millionen Lichtjahre von der Milchstraße entfernt.
Das Objekt wurde am 15. Mai 1903 von Stéphane Javelle entdeckt.